# The Responder
The Responder är en brittisk kriminal- och dramaserie vars första säsong hade premiär på BBC 24 januari 2022. Första säsongen består av fem avsnitt. Den andra säsongen bestående av sex avsnitt hade premiär 5 maj 2024. Serien hade premiär på SVT Play 24 juli 2024.

## Handling
Serien utspelar sig i Liverpool och kretsar kring den före detta kriminalkommissarien Chris Carson som misstänkt för korruption. Mot sin vilja paras han ihop med rookien Rachel Hargreaves. För att överleva måste de lära sig att samarbeta.

## Rollista (i urval)
- Martin Freeman - Chris Carson
- Adelayo Adedayo - Rachel Hargreaves
- Warren Brown - Raymond Mullen
- MyAnna Buring - Kate Carson
- Emily Fairn - Casey
- Josh Finan - Marco
- Mark Womack - Barry
- Ian Hart - Carl Sweeney
- Rita Tushingham - June Carson
- Kerrie Hayes - Ellie Mullen
- Faye McKeever - Jodie Sweeney
- David Bradley - Davey
- Christine Tremarco - Diane Gallagher
- Amaka Okafor - Deborah Barnes
- James Nelson-Joyce - Greg Gallagher
- Bernard Hill - Tom Carson